# アンブレイカブル・キミー・シュミット
『アンブレイカブル・キミー・シュミット』（Unbreakable Kimmy Schmidt）は2015年3月6日からネットフリックスで配信されたアメリカ合衆国のシットコムである。カルト宗教によって3人の女性と共にインディアナ州の地下に15年幽閉された後に解放された、29歳の女性キミー・シュミットを主人公とする。犠牲者と見られることを嫌がり、楽観的な態度だけを取り柄として、キミーはニューヨーク市で新生活を始める。
もともとは2015年にNBCで予定されたドラマシリーズであったがネットフリックスに放送権が売却され、2シーズン分がまとめて発注された。シーズン3は2017年5月19日に配信された。2017年6月13日、シーズン4の製作が発表された。シーズン4の前半6エピソードは2018年5月30日に配信開始された。シーズン4の後半7エピソードは2019年1月25日に配信され、シリーズは終了した。
日本を含む全世界で全シーズンがネットフリックスで配信されている。
2020年にインタラクティブな特別番組『アンブレイカブル・キミー・シュミット: キミーVS教祖』が配信された。

## キャスト

### メイン
- キミー・シュミット
  - 演 - エリー・ケンパー、日本語吹替 - 小島幸子
  - 世界の破滅を信じるカルト宗教に15年間幽閉された後に救出されるという、異常な経歴を持ちながら、前向きでいようとするタフな主人公の29歳の女性。
- タイタス・アンドロメドン
  - 演 - タイタス・バージェス（英語版）、日本語吹替 - 野沢聡
  - ブロードウェイ出演を目指すゲイの俳優でキミーのルームメイト。役名はタイタス・アンドロニカスに由来すると思われる。
- リリアン・カウシュトゥッパー
  - 演 - キャロル・ケイン、日本語吹替 - 伊沢磨紀
  - キミーとタイタスの家主。
- ジャクリーン・ボーヒーズ（ジャッキー＝リン・ホワイト）
  - 演 - ジェーン・クラコウスキー、日本語吹替 - 勝生真沙子
  - キミーを乳母として雇うマンハッタンの富豪女性。ネイティブ・アメリカンの出自を隠す。

### リカーリング
- クサンティッペ・ラニスター・ボーヒーズ
  - 演 - ディラン・ゲルーラ（英語版）、日本語吹替 - 森なな子
  - ジャクリーンの義理の娘。
- バックリー・ボーヒーズ
  - 演 - タナー・フラッド、日本語吹替 - 松浦裕美子
  - ジャクリーンの息子。
- チャールズ
  - 演 - アンディ・ライディングス
  - バックリーの家庭教師。
- ヴェラ
  - 演 - スザンナ・グズマン
  - ジャクリーンの家政婦。
- リチャード・ウェイン・ゲイリー・ウェイン教祖
  - 演 - ジョン・ハム、日本語吹替 - 佐野康之
  - キミーらを15年間地下室に閉じ込め、世界の終りを生き延びたと信じさせた宗教指導者。
- シンディ・ポコルニー
  - 演 - サラ・チェイス（英語版）、日本語吹替 - 志田有彩
  - カルト時代のキミーの親友。
- グレッチェン
  - 日本語吹替 - 松浦裕美子
  - カルトの熱心な信者。
- ドナ・マリア
  - 日本語吹替 - 伊沢磨紀
  - 英語を話せないふりをするカルトの信者。
- ヴァージル・ホワイト
  - 演 - ギル・バーミンガム
  - ジャクリーンの父、スー族。
- ファーン・ホワイト
  - 演 - シェリ・フォスター（英語版）
  - ジャクリーンの母、スー族。
- ドン・グエン
  - 演 - キー・ホン・リー、日本語吹替 - 鳴海崇志
  - キミーの定時制高校のベトナム移民のクラスメート。
- ローガン・ビークマン
  - 演 - アダム・キャンベル（英語版）
  - ボーヒーズ家の友人の富豪、キミーと一時付き合う。
- ランディ
  - 演 - ティム・ブレイク・ネルソン、日本語吹替 - 多田野曜平
  - キミー捜索中にキミーの母親と出会い結婚した州警察官。
- ウォルター
  - 日本語吹替 - 長谷川敦央
  - 地下室からキミー達を解放した際の目撃者。
- コリオラヌス・バート
  - 演 - ジェームズ・モンロー・イグルハート（英語版）
  - タイタスのライバル
- ブランドン
  - 演 - ブランドン・ジョーンズ（英語版）
  - シンディーのボーイフレンド。
- ミミ・カナシス
  - 演 - エイミー・セダリス
  - 離婚を経験したジャクリーンの友人。
- マルシアとクリス
  - 演 - ティナ・フェイとジェリー・マイナー（英語版）
  - ウェイン師裁判を担当する無能な検事のコンビ（O・J・シンプソン事件の検事マーシャ・クラークとクリストファー・ダーデンに基づく）。
- アンドレア
  - 演 - ティナ・フェイ
  - アル中の精神科医。
- マイキー・ポリターノ
  - 演 - Mike Carlsen
  - タイタスと交際する土木労働者。
- ラス・シュナイダー
  - 演 - デヴィッド・クロス/ビリー・マグヌッセン
  - ジャクリーンが交際する弁護士。ワシントン・レッドスキンズのオーナーの息子。
- ペリー
  - 演 - ダヴィード・ディグス（英語版）
  - 哲学を学ぶ学生でキミーと交際する。
- デューク・シュナイダー
  - 演 - ジョシュ・チャールズ
  - ラスの兄でワシントン・レッドスキンズの新オーナー、実際のオーナーのダニエル・シュナイダーがモデル。
- アーティー・グッドマン
  - 演 - ピーター・リーガート
  - 自然食料品店チェーンのオーナーでリリアンと交際する。
- ゴーディー
  - 演 - ジュダ・フリードランダー
  - ミュージシャン。
- フラン・ドッド
  - 演 - ボビー・モイニハン
- シーバ・グッドマン
  - 演 - ビジー・フィリップス
  - アーティーの娘。

### ゲスト
- グラント
  - 演 - ジョン・マクマーティン（英語版）
  - ボーヒーズ家の友人である老人。第3話。
- ドクター・グラント
  - 演 - マーティン・ショート
  - ジャクリーンの通う整形外科医。第4話。
- レフコヴィッツ
  - 演 - リチャード・カインド
  - キミーの通う定時制高校の教師。第6話。
- ジュリアン・ボーヒーズ
  - 演 - マーク・ハレリク（英語版）
  - ジャクリーンの夫。第7話。
- キミ
  - 演 - キーナン・シプカ
  - キミーの種違いの妹。第9話。
- ヘレン
  - 演 - クリスティーン・エバーソール
  - クサンティッペの実の母親。第10話。
- レ・ループ
  - 演 - ディーン・ノリス
  - タイタスのノンケ演技を指導するコーチ。第10話。
- ローランド
  - 演 - ケナン・トンプソン
  - リリアンの亡夫。第19話。
- キース
  - 演 - サミュエル・ペイジ
  - 第20話。
- パーヴィス
  - 演 - ジョシュア・ジャクソン
  - 第21話。
- ドクター・デイブ
  - 演 - ジェフ・ゴールドブラム
  - TVショーの司会者。第23話。
- アイス-T
  - 演 - 本人
  - 本人役。第25話。
- ロリ＝アン・シュミット
  - 演 - リサ・クドロー
  - キミーの母。第26話。
- ウェンディ・ヒーバート
  - 演 - ローラ・ダーン
  - ウェイン師の婚約者。第29話。
- デイル・ボーツ
  - 演 - スコット・アドシット
  - 物まね芸人。第33話。
- ディオンヌ・ワーウィック
  - 演 - マーヤ・ルドルフ
  - グラミー賞受賞歌手。第34話。
- ポーリー
  - 演 - レイ・リオッタ
  - トイレ利用を巡ってタイタスと争うガソリンスタンドのオーナー。第36話。
- ヴァン・イェーツ
  - 演 - レイチェル・ドラッチ
  - キミーとペリーの大学教授。第37話。
- グレッグ・キニア
  - 演 - 本人
  - 本人役。第40, 50話。
- イーライ・ルービン
  - 演 - ザッカリー・クイント
  - 第50, 51話。

## あらすじ

### シーズン1
キミー・シュミットは他の3人の女性と共に、世界の終末を信じるカルト指導者のリチャード・ウェイン・ギャリー・ウェイン師によって地下壕に15年間閉じ込められた後、救出されてニューヨークに住むようになる。家主のリリアンのアパートで、ゲイで売れない役者のタイタスとルームメートになる。キミーは、富豪の妻のジャクリーンと出会い、息子の子守の仕事を見つける。キミーは学校に通い始め、ベトナムからの不法移民のドンと恋に落ち、現代に適応しようとする。

### シーズン2
キミーはジャクリーンのもとでの仕事を辞め、Uberの運転手となる。ドンはアメリカに滞在するために、老女と結婚をする。タイタスは土木労働者のマイキーと付き合い始める。ジャクリーンは離婚して経済的な問題を抱え、しばしばキミーに頼る。ジャクリーンは金持ちの再婚相手を見つけようとし、ネイティブ・アメリカンを揶揄するチーム名を持つワシントン・レッドスキンズのオーナーの息子ラスと付き合って、自分のルーツに目覚め始める。キミーは心理的な問題を抱えて精神分析医にかかり、問題の原因である母親に会いに行く。

### シーズン3
地下壕でキミーと結婚していたウェイン師は離婚を求める。ジャクリーンはラスと共にワシントン・レッドスキンズの改名を目指して奮闘する。クルーズから戻ったタイタスはマイキーの浮気を疑い、別れる。リリアンは市会議員に当選し、町に自然食品を扱うスーパーを出店しようとする富豪のアーティ・グッドマンと出会う。キミーはひょんなことからコロンビア大学に進学する。

### シーズン4
キミーはIT会社の人事部長となり、次に作家を目指す。ジャクリーンはタレントのエージェントとなる。アーティに死なれたリリアンは、そのやっかいな娘とかかわらなければならない。タイタスはショービジネスとマイキーの選択に迷う。4年後、タイタスは俳優として、キミーは作家として成功している。

## エピソード一覧

### シーズン一覧
| シーズン | シーズン | エピソード    | 米国での配信日 |
| -------- | -------- | ------------- | -------------- |
|          | 1        | 13            | 2015年3月6日   |
|          | 2        | 13            | 2016年4月15日  |
|          | 3        | 13            | 2017年5月19日  |
|          | 4        | 6             | 2018年5月30日  |
| 7        | 4        | 2019年1月25日 |                |

### シーズン 1（2015）
| 通算 | 話数 | タイトル                       | 原題                        | 監督                   | 脚本                          | 配信日 (米国) |
| ---- | ---- | ------------------------------ | --------------------------- | ---------------------- | ----------------------------- | ------------- |
| 1    | 1    | キミー、自由になる！           | Kimmy Goes Outside!         | Tristram Shapeero      | ティナ・フェイ Robert Carlock | 2015年3月6日  |
| 2    | 2    | キミー、仕事をゲット！         | Kimmy Gets a Job!           | Tristram Shapeero      | Sam Means                     | 2015年3月6日  |
| 3    | 3    | キミー、デートに行く！         | Kimmy Goes on a Date!       | Beth McCarthy-Miller   | Jack Burditt Robert Carlock   | 2015年3月6日  |
| 4    | 4    | キミー、整形外科へ！           | Kimmy Goes to the Doctor!   | Tristram Shapeero      | Jack Burditt ティナ・フェイ   | 2015年3月6日  |
| 5    | 5    | キミー、キスしちゃう！         | Kimmy Kisses a Boy!         | Linda Mendoza          | Allison Silverman             | 2015年3月6日  |
| 6    | 6    | キミー、学校へ行く！           | Kimmy Goes to School!       | Michael Engler         | Dan Rubin Lon Zimmet          | 2015年3月6日  |
| 7    | 7    | キミー、パーティーへ！         | Kimmy Goes to a Party!      | ニコール・ホロフセナー | Robert Carlock                | 2015年3月6日  |
| 8    | 8    | キミー、算数は苦手！           | Kimmy Is Bad at Math!       | Michael Engler         | Meredith Scardino             | 2015年3月6日  |
| 9    | 9    | キミー、30才の誕生日！         | Kimmy Has a Birthday!       | Todd Holland           | Jack Burditt                  | 2015年3月6日  |
| 10   | 10   | キミー、三角関係に！           | Kimmy's in a Love Triangle! | Jeff Richmond          | Azie Dungey Lauren Gurganous  | 2015年3月6日  |
| 11   | 11   | キミー、スピニングに挑戦！     | Kimmy Rides a Bike!         | Beth McCarthy-Miller   | Sam Means Allison Silverman   | 2015年3月6日  |
| 12   | 12   | キミー、裁判所に出頭！         | Kimmy Goes to Court!        | Ken Whittingham        | Emily Altman Jack Burditt     | 2015年3月6日  |
| 13   | 13   | キミー、最後まであきらめない！ | Kimmy Makes Waffles!        | Tristram Shapeero      | Robert Carlock Sam Means      | 2015年3月6日  |

### シーズン 2（2016）
2016年4月15日に配信された。
| 通算 | 話数 | タイトル                         | 原題                           | 監督                 | 脚本                          | 配信日 (米国) |
| ---- | ---- | -------------------------------- | ------------------------------ | -------------------- | ----------------------------- | ------------- |
| 14   | 1    | キミー、ローラースケートへ！     | Kimmy Goes Roller Skating!     | Tristram Shapeero    | ティナ・フェイ                | 2016年4月15日 |
| 15   | 2    | キミー、プレイデートへ！         | Kimmy Goes on a Playdate!      | Jeff Richmond        | Robert Carlock                | 2016年4月15日 |
| 16   | 3    | キミー、芝居に行く！             | Kimmy Goes on a Play!          | Linda Mendoza        | Sam Means                     | 2016年4月15日 |
| 17   | 4    | キミー、グレッチェンを誘拐する！ | Kimmy Kidnaps Gretchen!        | Robert Carlock       | Allison Silverman             | 2016年4月15日 |
| 18   | 5    | キミー、あきらめる！             | Kimmy Gives Up!                | Ken Whittingham      | Josh Siegal & Dylan Morgan    | 2016年4月15日 |
| 19   | 6    | キミー、運転する！               | Kimmy Drives a Car!            | Shawn Levy           | Dan Rubin                     | 2016年4月15日 |
| 20   | 7    | キミー、バーに足を踏み入れる！   | Kimmy Walks Into a Bar!        | Maggie Carey         | Leila Starchan                | 2016年4月15日 |
| 21   | 8    | キミー、ホテルに行く！           | Kimmy Goes to a Hotel!         | Steve Buscemi        | ティナ・フェイ & Sam Means    | 2016年4月15日 |
| 22   | 9    | キミー、酔いどれ女に会う！       | Kimmy Meets a Drunk Lady!      | Claire Scanlon       | Meredith Scardino             | 2016年4月15日 |
| 23   | 10   | キミー、セラピーへ！             | Kimmy Goes to Her Happy Place! | John Riggi           | Emily Altman & Robert Carlock | 2016年4月15日 |
| 24   | 11   | キミー、セレブに会う！           | Kimmy Meets a Celebrity!       | Tristram Shapeero    | Josh Siegal & Dylan Morgan    | 2016年4月15日 |
| 25   | 12   | キミー、夕陽を見る！             | Kimmy Sees a Sunset!           | Beth McCarthy-Miller | Azie Dungey & Dan Rubin       | 2016年4月15日 |
| 26   | 13   | キミー、母を見つける！           | Kimmy Finds Her Mom!           | Michael Engler       | ティナ・フェイ & Sam Means    | 2016年4月15日 |

### シーズン 3（2017）
2017年5月19日に配信された。
| 通算 | 話数 | タイトル                             | 原題                            | 監督                 | 脚本                                  | 配信日 (米国) |
| ---- | ---- | ------------------------------------ | ------------------------------- | -------------------- | ------------------------------------- | ------------- |
| 27   | 1    | キミー、離婚する？！                 | Kimmy Gets Divorced?!           | Tristram Shapeero    | Robert Carlock & Meredith Scardino    | 2017年5月19日 |
| 28   | 2    | キミーの同居人、内なる力に目覚める！ | Kimmy's Roommate Lemonades!     | Tristram Shapeero    | ティナ・フェイ& Sam Means             | 2017年5月19日 |
| 29   | 3    | キミー、力になれない！               | Kimmy Can't Help You!           | Don Scardino         | Allison Silverman                     | 2017年5月19日 |
| 30   | 4    | キミー、大学に行く！                 | Kimmy Goes to College!          | Gail Mancuso         | Dan Rubin                             | 2017年5月19日 |
| 31   | 5    | キミー、悪運に見舞われる！           | Kimmy Steps on a Crack!         | Jeff Richmond        | Leila Strachan                        | 2017年5月19日 |
| 32   | 6    | キミー、フェミニストになる！         | Kimmy is a Feminist!            | Don Scardino         | Grace Edwards & Sam Means             | 2017年5月19日 |
| 33   | 7    | キミー、気象について学ぶ！           | Kimmy Learns About the Weather! | Claire Scanlon       | Lauren Gurganous & Meredith Scardino  | 2017年5月19日 |
| 34   | 8    | キミー、パズルをする！               | Kimmy Does a Puzzle!            | Beth McCarthy-Miller | ティナ・フェイ                        | 2017年5月19日 |
| 35   | 9    | キミー、教会に行く！                 | Kimmy Goes to Church!           | Jaffar Mahmood       | Azie Dungey & Max Werner              | 2017年5月19日 |
| 36   | 10   | キミー、盗みをはたらく！             | Kimmy Pulls Off a Heist!        | Claire Scanlon       | Nick Bernardone & Bridger Winegar     | 2017年5月19日 |
| 37   | 11   | キミー、ネットで検索する！           | Kimmy Googles the Internet!     | Michael Engler       | Dan Rubin & Leila Strachan            | 2017年5月19日 |
| 38   | 12   | キミー、トロッコ問題に悩む！         | Kimmy and the Trolley Problem!  | Robert Carlock       | Sam Means                             | 2017年5月19日 |
| 39   | 13   | キミー、玉ねぎをかじる！             | Kimmy Bites an Onion!           | Ken Whittingham      | Meredith Scardino & Allison Silverman | 2017年5月19日 |

### シーズン 4（2018-2019）
| 通算 | 話数 | タイトル                       | 原題                                  | 監督                 | 脚本                                                                   | 配信日 (米国) |
| ---- | ---- | ------------------------------ | ------------------------------------- | -------------------- | ---------------------------------------------------------------------- | ------------- |
| 40   | 1    | キミー、大都会の小さな女の子！ | Kimmy Is...Little Girl, Big City!     | Tristram Shapeero    | Sam Means                                                              | 2018年5月30日 |
| 41   | 2    | キミー、週末を体験する！       | Kimmy Has a Weekend!                  | Tristram Shapeero    | Dan Rubin                                                              | 2018年5月30日 |
| 42   | 3    | パーティーマニア               | Party Monster: Scratching the Surface | Rhys Thomas          | Meredith Scardino                                                      | 2018年5月30日 |
| 43   | 4    | キミー、マナーを破る！         | Kimmy Disrupts the Paradigm!          | Claire Cowperthwaite | Leila Starchan                                                         | 2018年5月30日 |
| 44   | 5    | キミー、ヤジュウと共演する！   | Kimmy and the Beest!                  | Claire Scanlon       | Robert Carlock                                                         | 2018年5月30日 |
| 45   | 6    | キミー、古い友達と再会する！   | Kimmy Meets an Old Friend!            | Jude Weng            | Nick Bernardone & ティナ・フェイ                                       | 2018年5月30日 |
| 46   | 7    | キミー、炎の怪物と戦う！       | Kimmy Fights a Fire Monster!          | Jaffar Mahmood       | Lauren Gurganous & Sam Means                                           | 2019年1月25日 |
| 47   | 8    | キミー、愛の四角関係に陥る！   | Kimmy is in a Love Square!            | Jeff Richmond        | Dan Rubin & Matt Whitaker                                              | 2019年1月25日 |
| 48   | 9    | バンのスライディングドア       | Sliding Van Doors                     | Michael Engler       | Part One: Robert Carlock & Sam Means Part Two: Azie Dungey & Sam Means | 2019年1月25日 |
| 49   | 10   | キミー、ウソつきを見つける！   | Kimmy Finds a Liar!                   | Maggie Carey         | Grace Edwards & Leila Strachan                                         | 2019年1月25日 |
| 50   | 11   | キミー、金持ちになる！         | Kimmy Is Rich*!                       | Todd Holland         | Meredith Scardino & Evan Waite                                         | 2019年1月25日 |
| 51   | 12   | キミー、さよならを告げる！     | Kimmy Says Bye!                       | Beth McCarthy-Miller | Robert Carlock & ティナ・フェイ                                        | 2019年1月25日 |

## 特番
インタラクティブ特番『アンブレイカブル・キミー・シュミット: キミーVS教祖』が2020年5月12日に配信された。ただし2019年コロナウイルス流行による日本語版製作の遅れのため、日本では2020年8月5日に配信された。

## 参照
1. ↑  Kondolojy, Amanda (2014年5月11日). “NBC 2014-2015 Schedule: 'Parenthood' Renewed; 'State of Affairs' & 'Marry Me’ To Air Post-'Voice'; 'The Blacklist' Moves Midseason + 'Parks and Recreation' Final Season Benched”. TV by the Numbers.   Tribune Digital Ventures. 2014年5月19日閲覧。
2. ↑  Andreeva, Nellie (2017年6月13日). “‘Unbreakable Kimmy Schmidt’ Renewed For Season 4 By Netflix” (英語). Deadline 2017年6月13日閲覧。
3. ↑  H, Hanis (2018年2月14日). “‘Netflix’s ‘Unbreakable Kimmy Schmidt’ returns May 30th” (英語). engadget 2018年2月18日閲覧。
4. ↑  http://tvline.com/2018/05/31/unbreakable-kimmy-schmidt-final-season-4-netflix-episodes-premiere-date/
5. ↑  O’Connell, Michael (2018年5月3日). “‘Unbreakable Kimmy Schmidt’ Will End With Season 4, With Talks of a Movie” (英語). Hollywood Reporter 2018年5月3日閲覧。
6. ↑  Andreeva, Nellie (2019年5月8日). “'Unbreakable Kimmy Schmidt' Returns To Netflix For Interactive Special”. Deadline Hollywood. 2019年5月9日閲覧。
7. 1 2 3  日本でも同日配信された
8. ↑  “NETFLIX ORDERS UNBREAKABLE KIMMY SCHMIDT UNTITLED INTERACTIVE -SPECIAL”. Netflix Media Center. 2019年7月13日閲覧。